# Connarus bariensis
Connarus bariensis là một loài thực vật có hoa trong họ Connaraceae. Loài này được Pierre mô tả khoa học đầu tiên năm 1898.